# Rosis
Rosis – miejscowość i gmina we Francji, w regionie Oksytania, w departamencie Hérault.

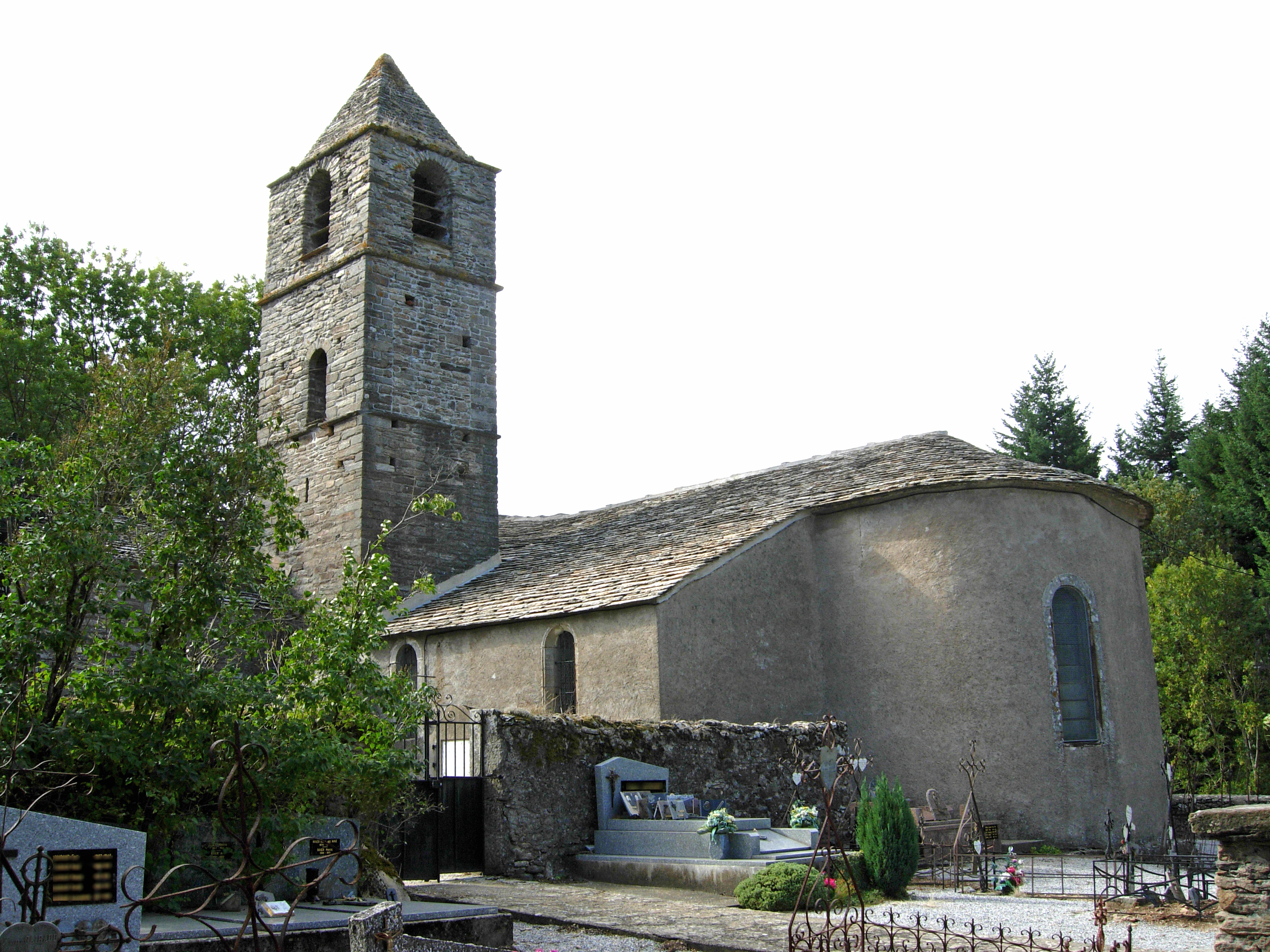

Według danych na rok 1990 gminę zamieszkiwało 257 osób, a gęstość zaludnienia wynosiła 5 osób/km² (wśród 1545 gmin Langwedocji-Roussillon Rosis plasuje się na 659. miejscu pod względem liczby ludności, natomiast pod względem powierzchni na miejscu 56.).